# Каясан
Каясан (кор. 가야산, 伽倻山, Gaya-san, Kaya-san) — гора и расположенный вокруг неё национальный парк в провинции Кёнсан-Намдо, Южная Корея. На горе находится знаменитый буддистский храм Хэинса, в котором хранится архив записей «Трипитака Кореана», вырезанных на 80 тысячах деревянных табличек. Национальный парк горы Каясан занимает площадь 80 км². По склонам горы проложено несколько маршрутов для занятия горным туризмом. Два высочайших пика Каясана — Санхванбон (1430 метров) и Чхильбульбон (1433) метра. Национальный парк был организован здесь в 1972 году.

## Галерея

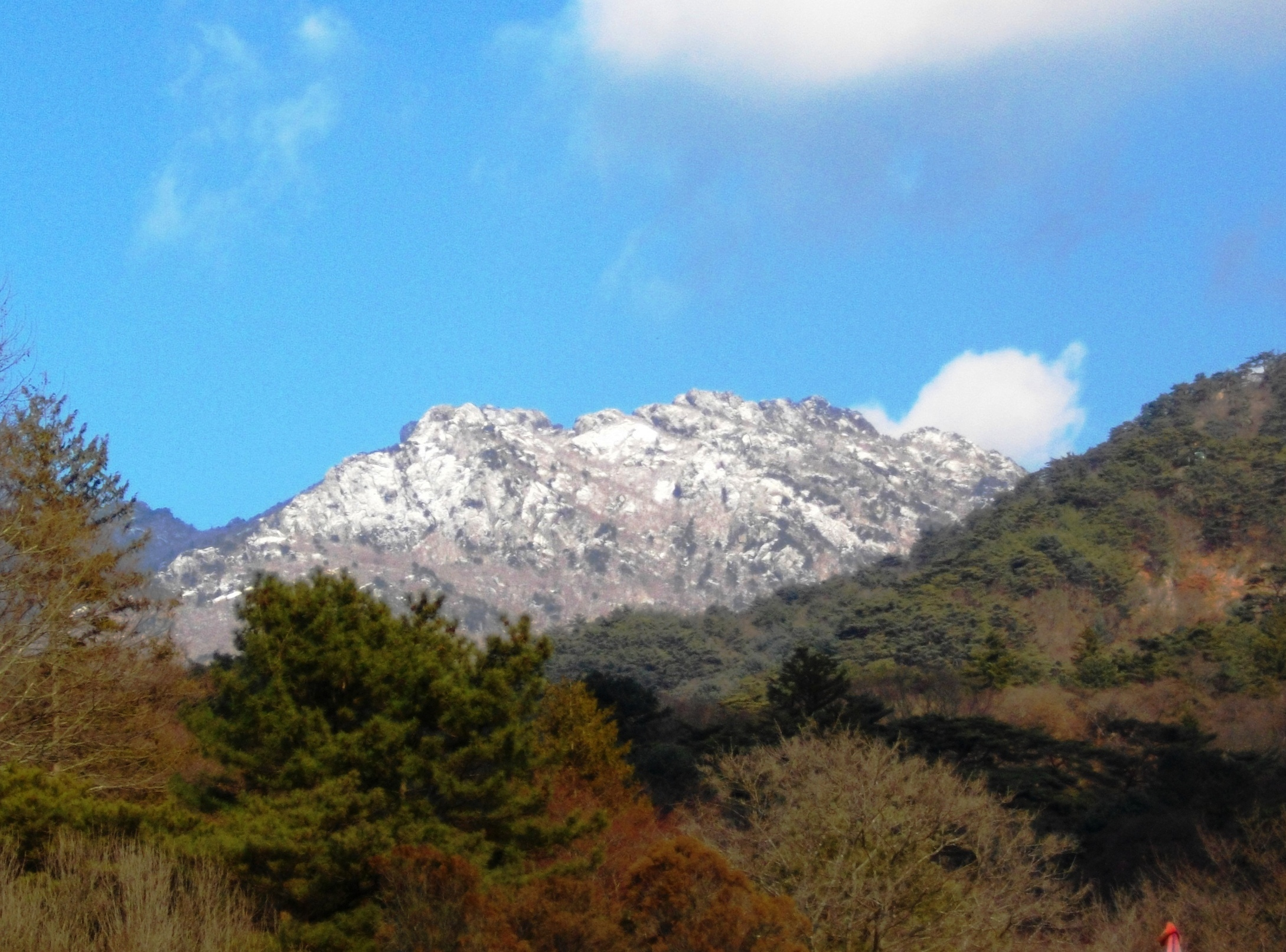
Вид на Каясан из храма Хэинса
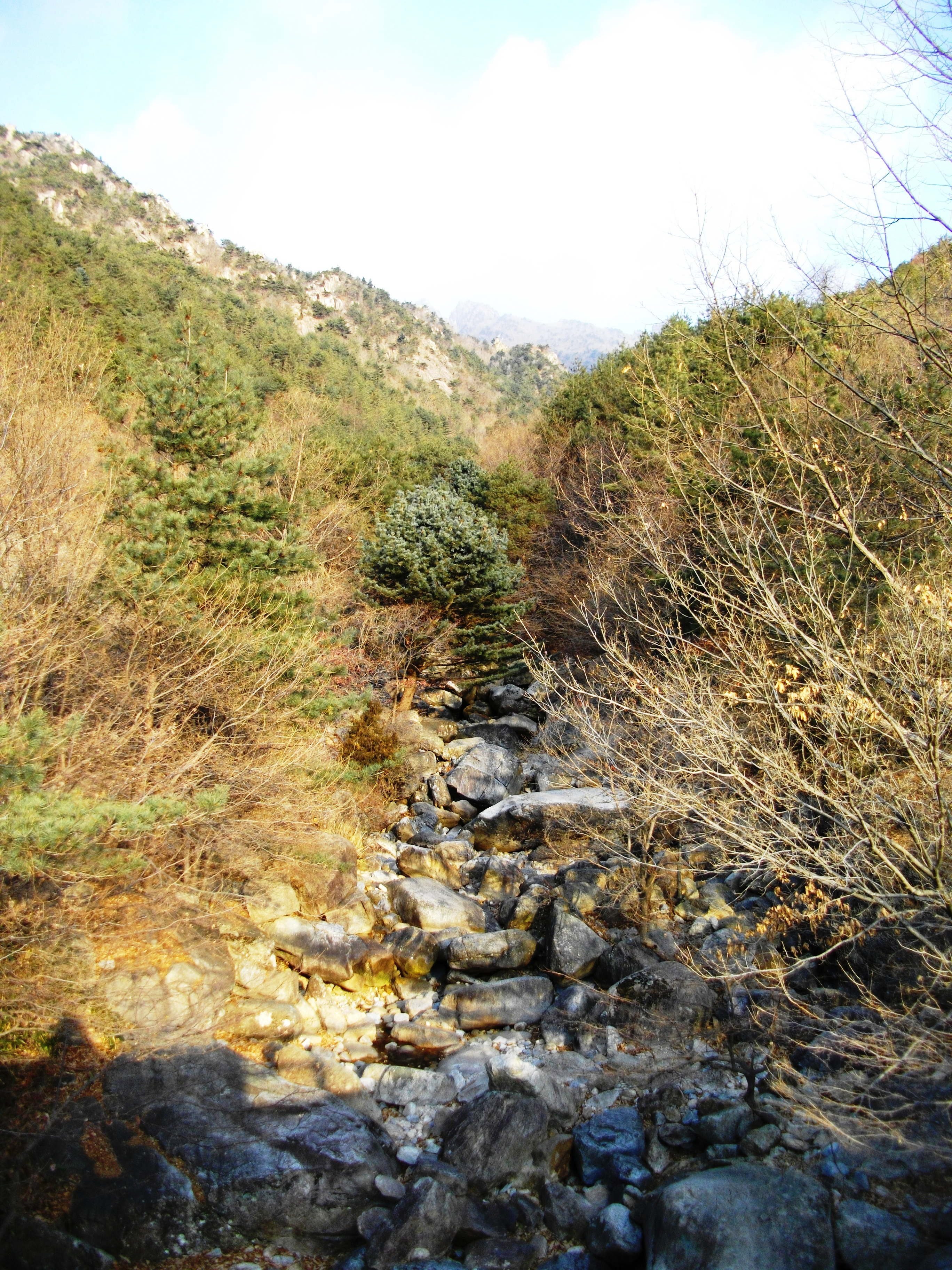
Вид на Каясан с юго-востока
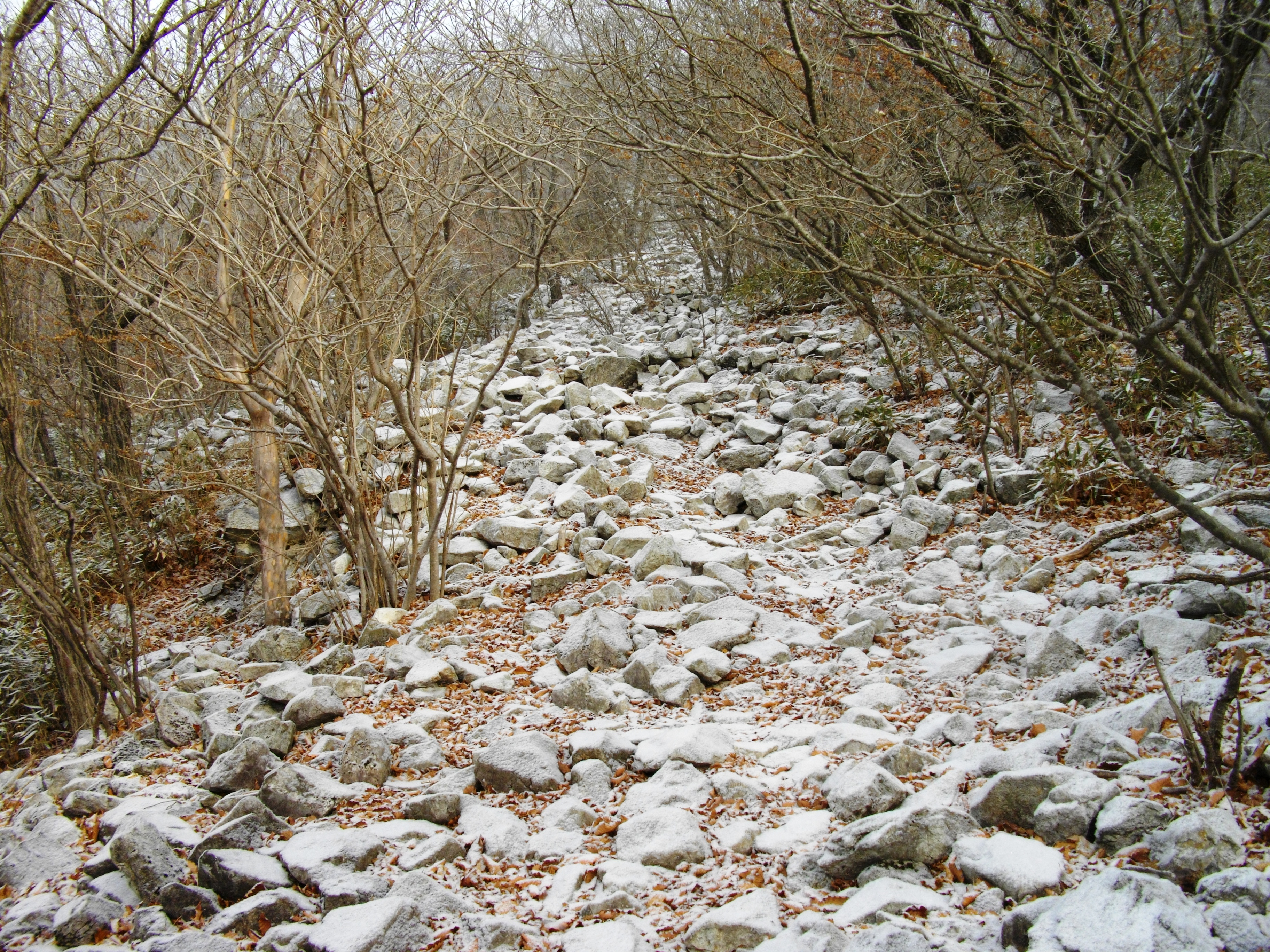
Каясанская крепость
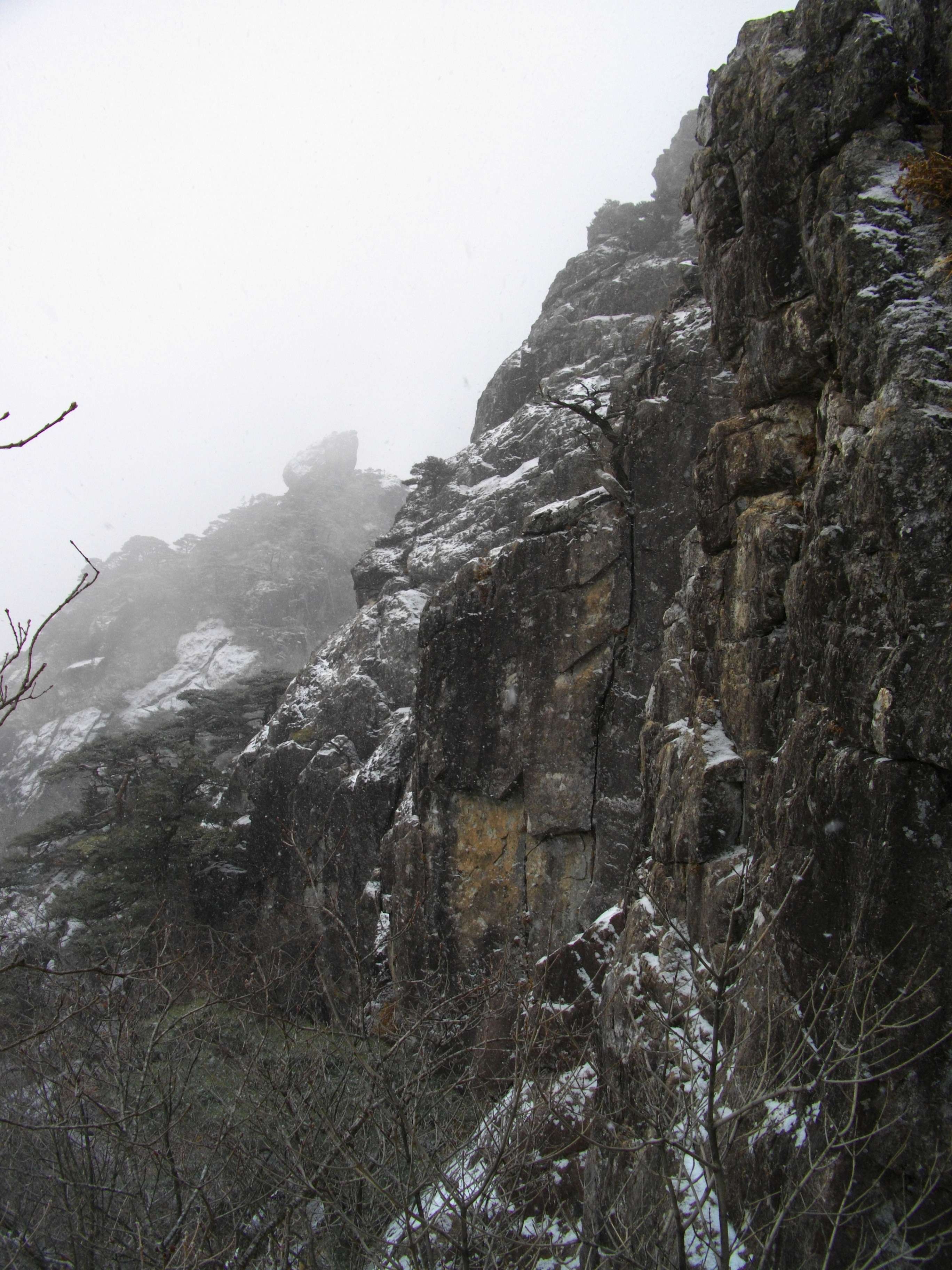
Утёс у пика Чхильбульбон (1)
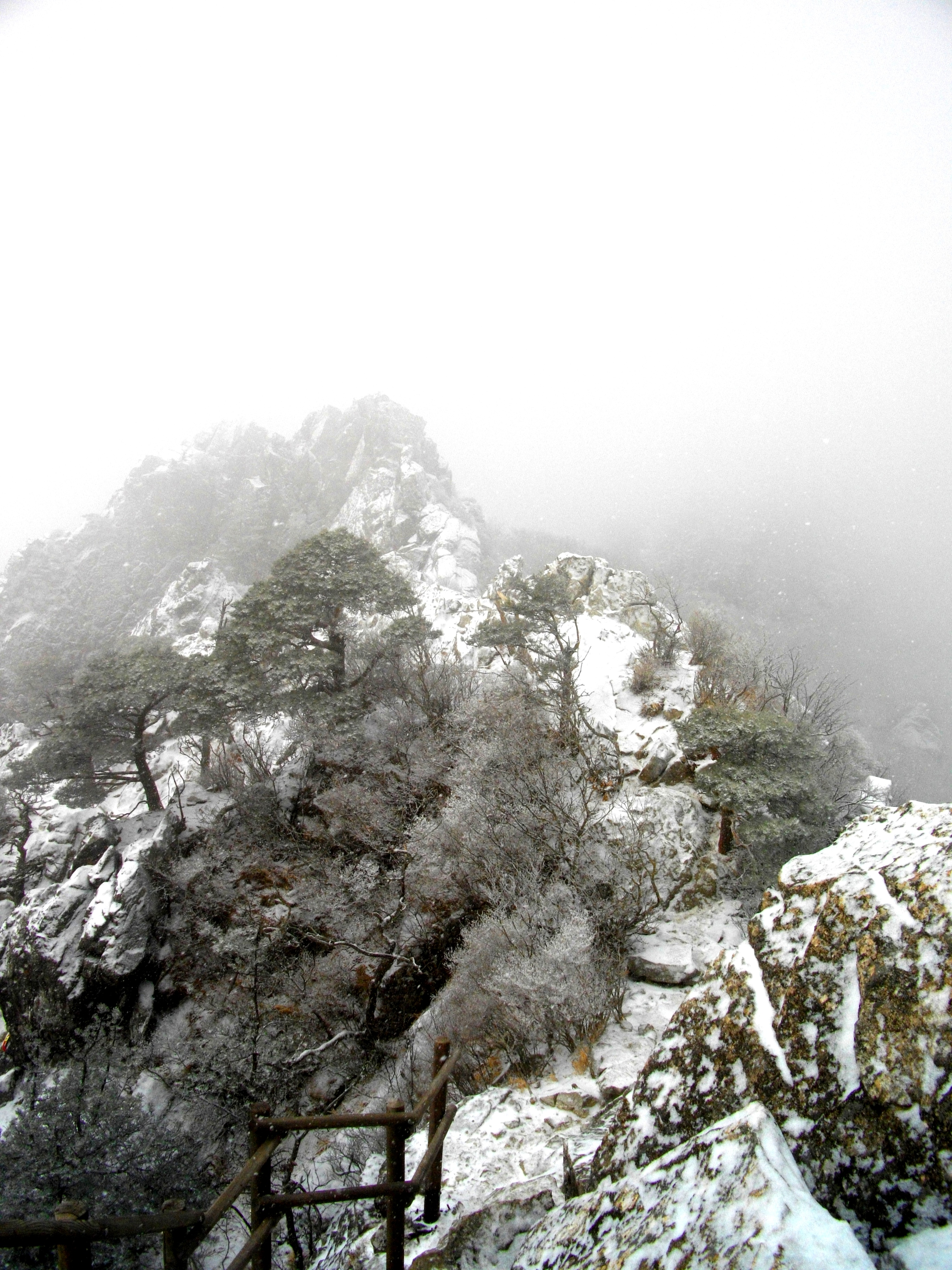
Утёс у пика Чхильбульбон (2)
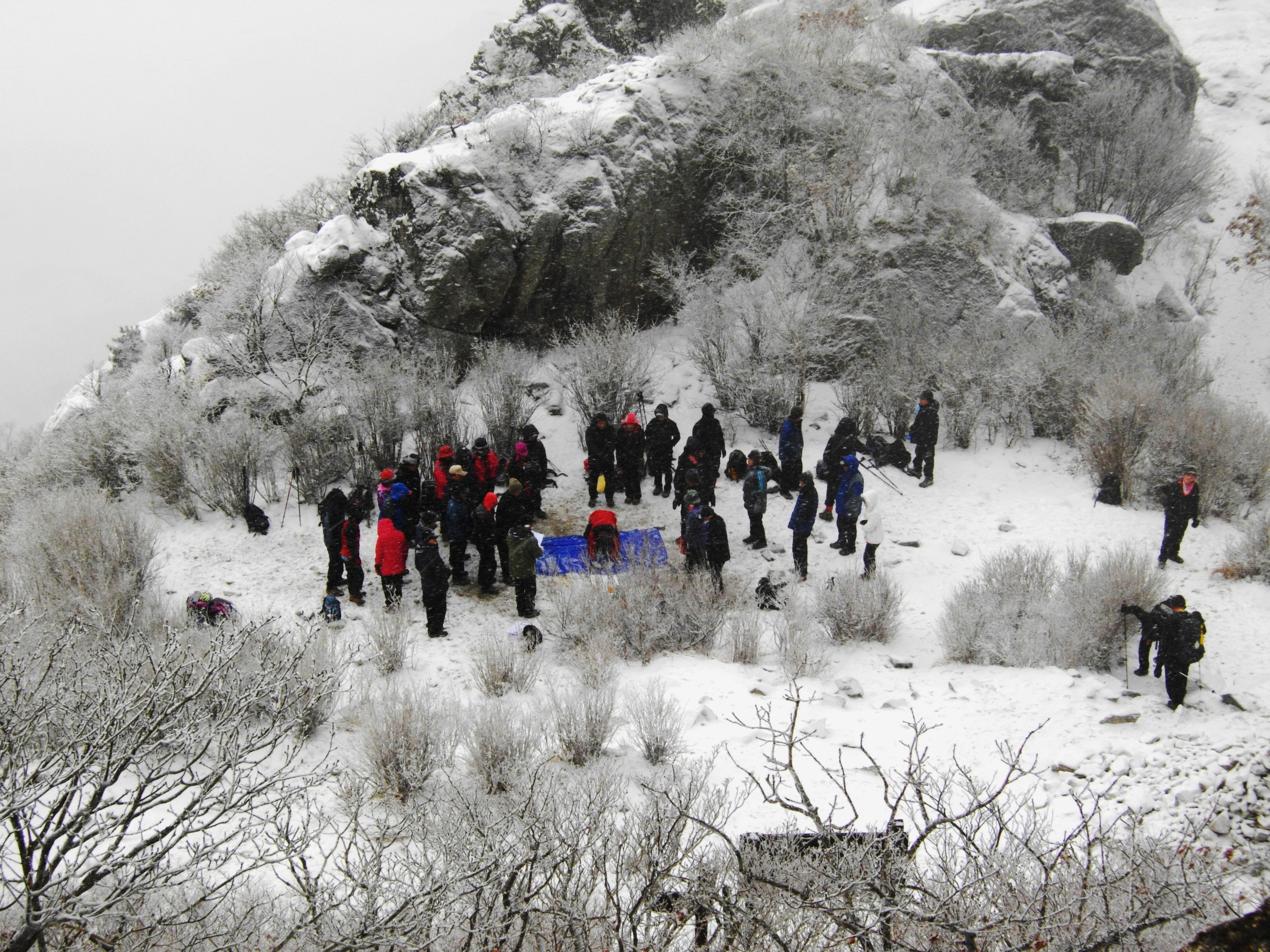
Буддийские ритуалы на Каясане
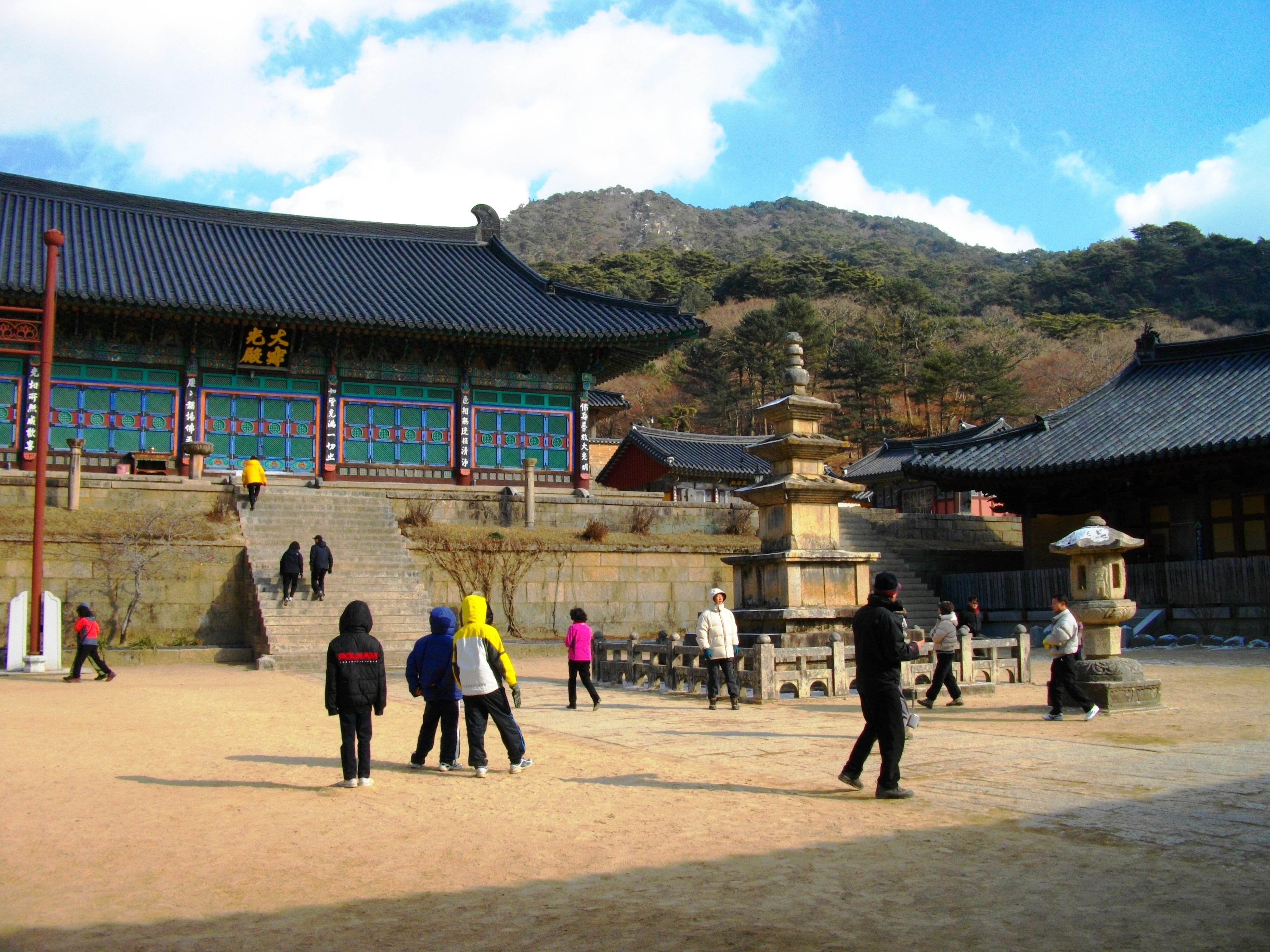
Храм Хэинса у подножия Каясана